# Aimé Rutot
Aimé Louis Rutot, född 1847 i Mons, Hainaut, död 1933, var en belgisk arkeolog.